# История русского масонства XIX века (книга)
«История русского масонства XIX века» — книга историка масонства Серкова Андрея Ивановича, раскрывающая более широкое представление о масонстве в разные периоды времени, обозначающая связи и пути развития разных направлений масонства.

## Издание
В этом труде Андрей Иванович Серков рассматривает российское масонство и его историческое развитие используя и представляя неизвестные ранее материалы, раскрывая не только внутренние пересечения вольных каменщиков с декабристским движением, но и оценивая деятельность всех ветвей и направлений масонства в период с 1800 по 1861 годы.
Также в приложении читатель найдет обширные перечни источников и данные архивных фондов содержащие связанные с историей масонства документы.
В введении очень наглядно предпринята попытка оценить вошедшие в эти перечни источники, рассказав об истории формирования и судьбах масонских объединений и течений, раскрыв их внутренние различия и особенности.

### Характеристики
Автор: А. И. Серков
Серия: Русское масонство. Материалы и исследования
Издательство: Издательство имени Н. И. Новикова
Год: 2000
Тип обложки: Суперобложка
Страниц: 400
Тираж: 2000 экз.
Формат: 60x84/16 (~143х205 мм)
ISBN 5-87991-017-2

## Общее направление
Эта работа также часто используется в качестве авторитетного источника по истории масонства, на которую ссылаются разные авторы и исследователи масонства. Так, достаточно часто в своих книгах опираются на материалы Серкова такие историки как Карпачёв и Брачёв. Фактически ни одно издание не обходится без использования архивных источников, использованных в книге «История русского масонства XIX века», в особенности связанных с историей декабристского движения и судьбами его участников.

## Рецензии на книгу
- Твердохлебова Е. Серков А. И. История русского масонства XIX столетия. СПб., 2000 // Новое литературное обозрение. — 2001. — № 52. — С. 406—408.
- Breuillard J. Serkov A. I. История русского масонства XIX столетия, Sankt-Peterburg, 2000, 400 pages // Revue des études slaves. — 2002. — T. 74-4. — P. 895—900.